# Socha svatého Donáta (Stará Skřeněř)
Socha svatého Donáta se nalézá na severním okraji vesnice Stará Skřeněř u silnice vedoucí do Starého Bydžova v okrese Hradec Králové. Barokní pískovcová socha z roku 1732 od neznámého autora je chráněna od 18. května 2006 jako kulturní památka ČR. Národní památkový ústav tento sloup uvádí v katalogu památek pod rejstříkovým číslem ÚSKP 101858.

## Historie
Barokní socha svatého Donáta z Munstereifelu z roku 1732 byla postavena nákladem Františka Michala z Martinic u tehdejšího panského dvora a ovčína.

## Popis
Socha je umístěna na trojdílném silně kónickém podstavci s lehce konkávně vydutým středem a bohatě profilovaná římsou. Na čelní straně podstavce je reliéfní korunovaný alianční znak Marie hraběnky Nosticové a Františka Michala z Martinic v kartuších. Okolo koruny je vročení 1732. Pod znakem je vysekaný nápis: „AFLILOURE / ET / TEMPESTATE / LIBERANOS / SANCTE DONATO„.
Světce představuje postava v odění římského vojáka ve vysokých botách, krátké suknici, s pláštěm přes záda, sepjatým sponou na prsou. V pravé ruce drží palmu, odhrnujíc přitom plášť, v levé nádobku.